# Heinrich Küpper
Heinrich Karl Eduard Anton Küpper (* 10. Februar 1904 in Prag; † 23. Februar 2000) war ein österreichischer Geologe.

## Leben
Küppers Vater Karl Heinrich Küpper war Hofrat im Ministerium für Soziale Verwaltung in Prag. Er machte in Wien sein Abitur und studierte dann an der Universität Geologie und Mineralogie unter anderem bei Franz Eduard Suess, Carl Diener und Friedrich Becke. 1926 wurde er promoviert (Das Carbon der karnischen Alpen). Danach war er kurz Assistent an der TU Wien, bevor er 1927 zur Bataafsche Petroleum Matschaapji ging (zur Royal Dutch Shell gehörig). Er arbeitete für diese zunächst als Feldgeologe in Sumatra, war 1931/32 in Norddeutschland und 1933/34 in Den Haag und danach wieder in Indonesien, wo er Distrikts- und Chefgeologe wurde und Explorationsarbeiten unter anderem in Borneo und Sumatra leitete. Dabei fand er unter anderem 1938 große Erdöllagerstätten in Borneo. Nach der deutschen Besetzung der Niederlande war er zunächst interniert, wurde aber wieder freigelassen und arbeitete bis zur japanischen Besetzung 1942 für den Geologischen Dienst in Bandung. Während der japanischen Besetzung war er 1942/43 wieder interniert. Nach der Befreiung blieb er in Bandung, wo er paläontologische Studien betrieb. 1947 war er wieder in Wien, wo er 1948 als Chefgeologe bei der Geologischen Bundesanstalt eingestellt wurde. 1950 übernahm er die Leitung und wurde 1952 offiziell Direktor. 1969 ging er in den Ruhestand.
Bei der Geologischen Bundesanstalt kartierte er anfangs in den Kalkalpen und im Tertiär des Wiener Beckens und leitete die Hydrogeologie (insbesondere war er mit der Wasserversorgung Wiens befasst).
Er war Präsident der Österreichischen Geologischen Gesellschaft und Gründer und Präsident der Österreichischen Gesellschaft für Erdölwissenschaften. Er war Ehrenmitglied der Ungarischen Geologischen Gesellschaft. 1969 erhielt er das Österreichische Ehrenkreuz für Wissenschaft und Kunst I. Klasse und 1975 das Große Silberne Ehrenzeichen für Verdienste um das Land Wien.
Er war seit 1927 verheiratet und hatte vier Kinder.